# Vallée d'Ihlara
 (juillet 2022).
La mise en forme du texte ne suit pas les recommandations de Wikipédia : il faut le « wikifier ».
Les points d'amélioration suivants sont les cas les plus fréquents. Le détail des points à revoir est peut-être précisé sur la page de discussion.
- Les titres sont pré-formatés par le logiciel. Ils ne sont ni en capitales, ni en gras.
- Le texte ne doit pas être écrit en capitales (les noms de famille non plus), ni en gras, ni en italique, ni en « petit »…
- Le gras n'est utilisé que pour surligner le titre de l'article dans l'introduction, une seule fois.
- L'italique est rarement utilisé : mots en langue étrangère, titres d'œuvres, noms de bateaux, etc.
- Les citations ne sont pas en italique mais en corps de texte normal. Elles sont entourées par des guillemets français : « et ».
- Les listes à puces sont à éviter, des paragraphes rédigés étant largement préférés. Les tableaux sont à réserver à la présentation de données structurées (résultats, etc.).
- Les appels de note de bas de page (petits chiffres en exposant, introduits par l'outil «  Source ») sont à placer entre la fin de phrase et le point final[comme ça].
- Les liens internes (vers d'autres articles de Wikipédia) sont à choisir avec parcimonie. Créez des liens vers des articles approfondissant le sujet. Les termes génériques sans rapport avec le sujet sont à éviter, ainsi que les répétitions de liens vers un même terme.
- Les liens externes sont à placer uniquement dans une section « Liens externes », à la fin de l'article. Ces liens sont à choisir avec parcimonie suivant les règles définies. Si un lien sert de source à l'article, son insertion dans le texte est à faire par les notes de bas de page.
- La présentation des références doit suivre les conventions bibliographiques. Il est recommandé d'utiliser les modèles {{Ouvrage}}, {{Chapitre}}, {{Article}}, {{Lien web}} et/ou {{Bibliographie}}. Le mode d'édition visuel peut mettre en forme automatiquement les références.
- Insérer une infobox (cadre d'informations à droite) n'est pas obligatoire pour parachever la mise en page.

Pour une aide détaillée, merci de consulter Aide:Wikification.
Si vous pensez que ces points ont été résolus, vous pouvez retirer ce bandeau et améliorer la mise en forme d'un autre article.
La vallée d'Ihlara (ou vallée de Peristrema ; turc Ihlara Vadisi ) est une gorge de 15 km de long et pouvant atteindre 150 m de profondeur. Elle est située dans le Sud-Ouest de la région turque de Cappadoce, dans la municipalité de Güzelyurt, province d'Aksaray . La vallée compte environ 50 églises creusées dans le roc et de nombreux bâtiments taillés dans la roche.

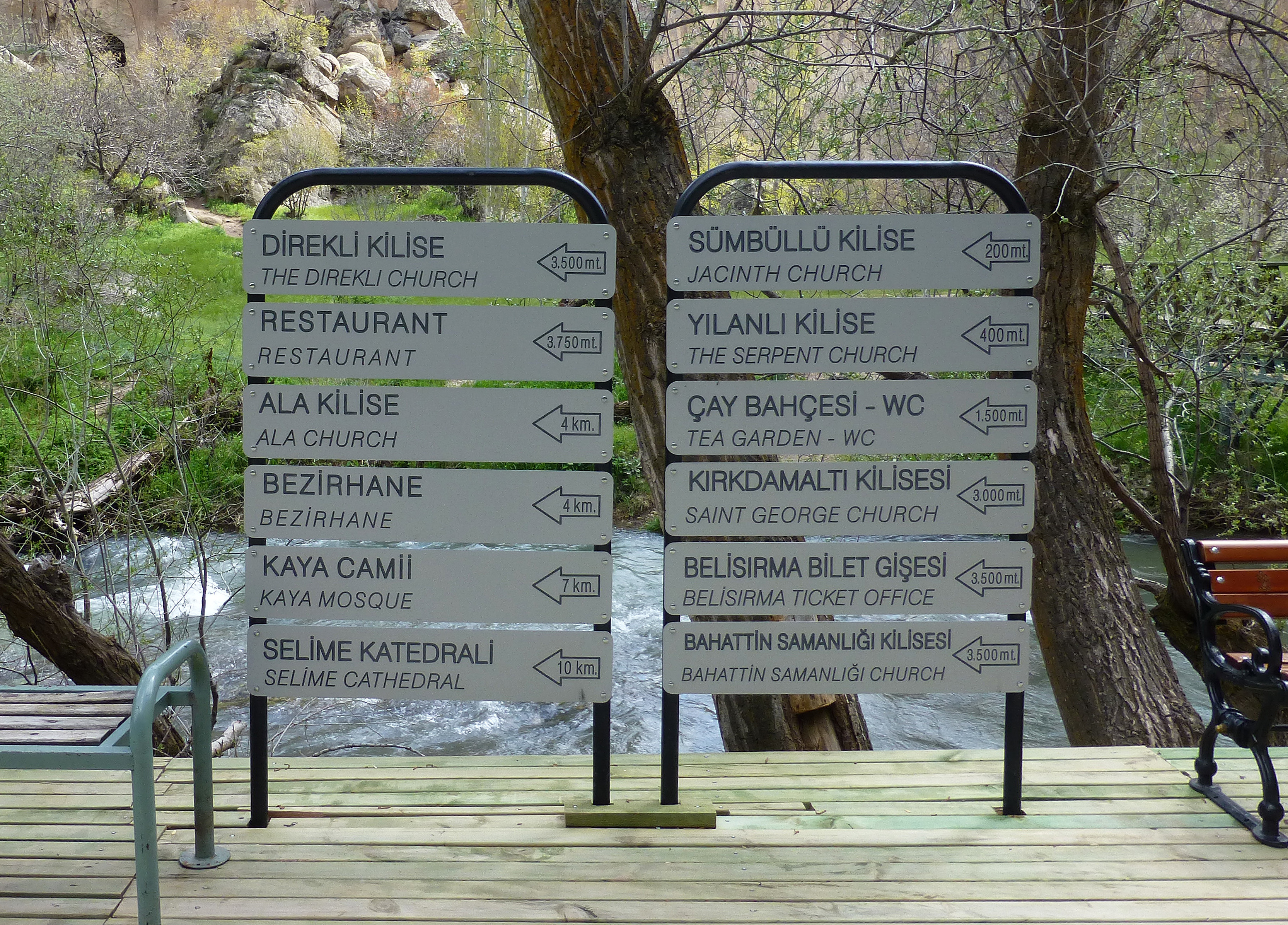
Églises d'Ihlara

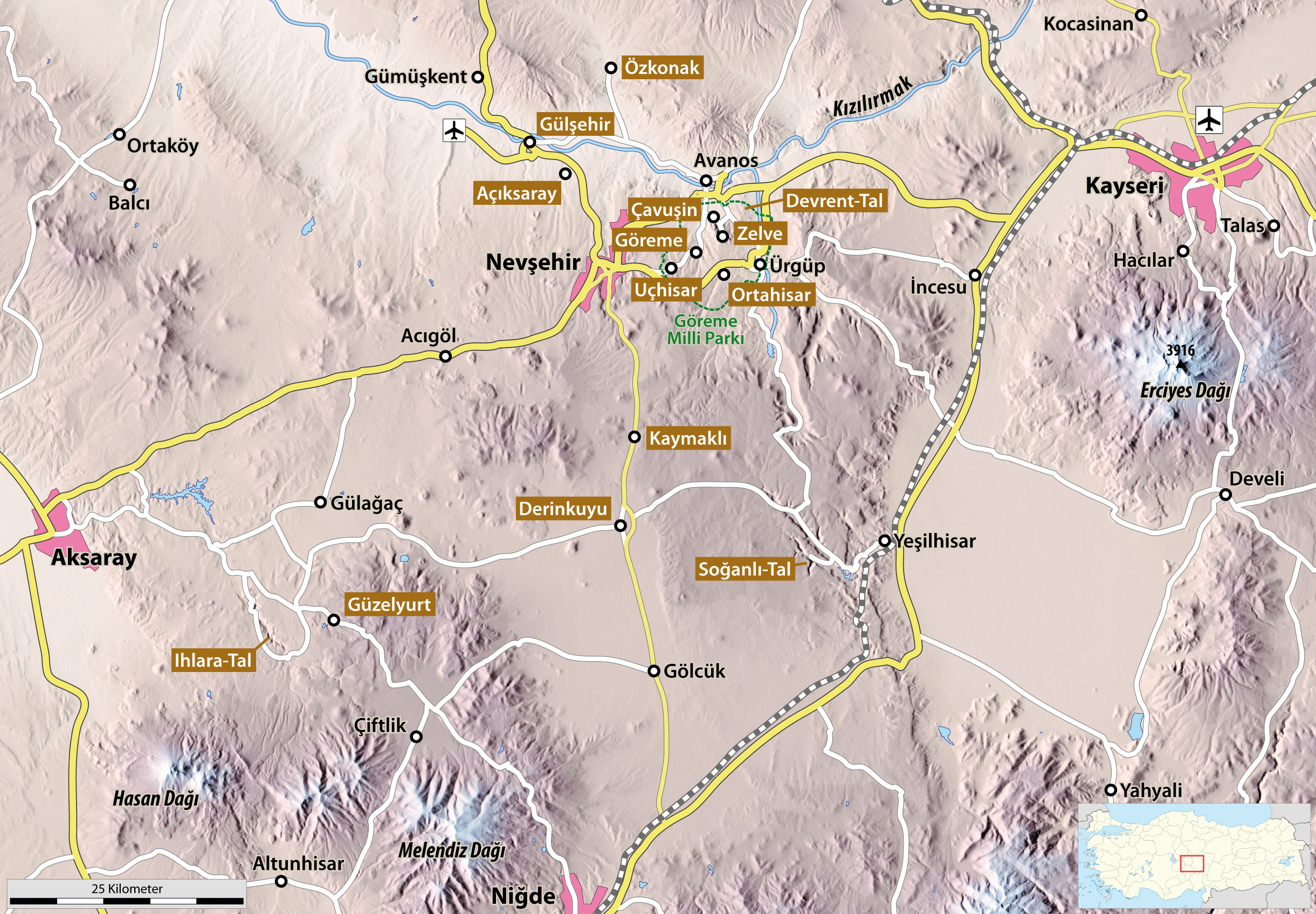
La vallée d'Ihlara et d'autres sites remarquables de Cappadoce

La gorge a été formée à l'époque préhistorique par la rivière Melendiz. Elle se situe entre les villages d'Ihlara au sud-est et de Selime au nord-ouest. À l'extrémité nord du village d'Ihlara, il y a un escalier de près de 400 marches, qui descend sur 100 m dans le canyon. À partir du VIIe siècle après J.-C., la vallée a été colonisée par des moines byzantins qui ont creusé leurs maisons et leurs églises dans la pierre de tuf déposée par les éruptions du mont Hasan . Le nom grec, Peristrema (Περιστρημα; enroulé) du village de Belisarma a également donné son nom à la vallée.

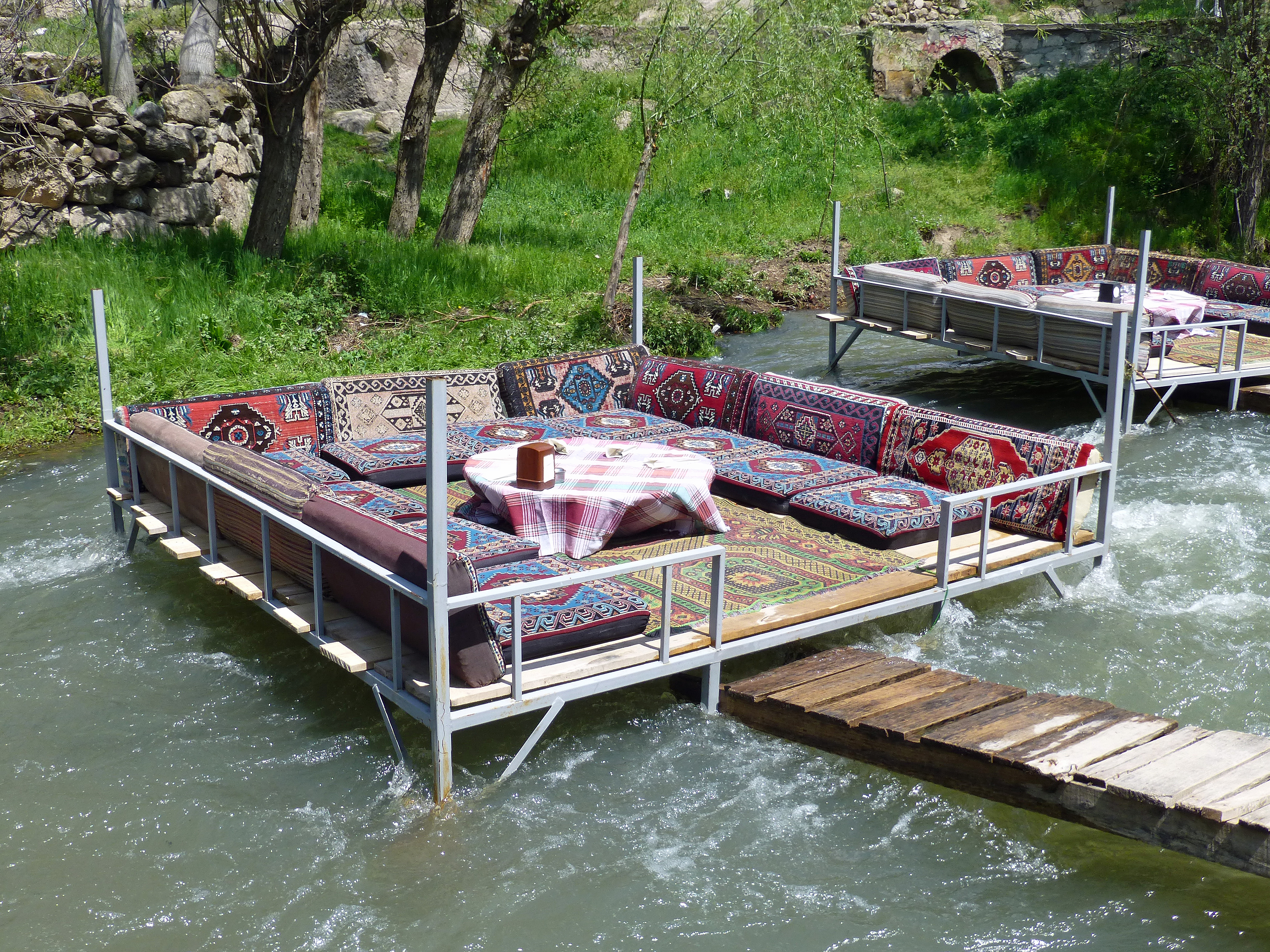
Un restaurant populaire sur la rivière Melendiz

## Églises

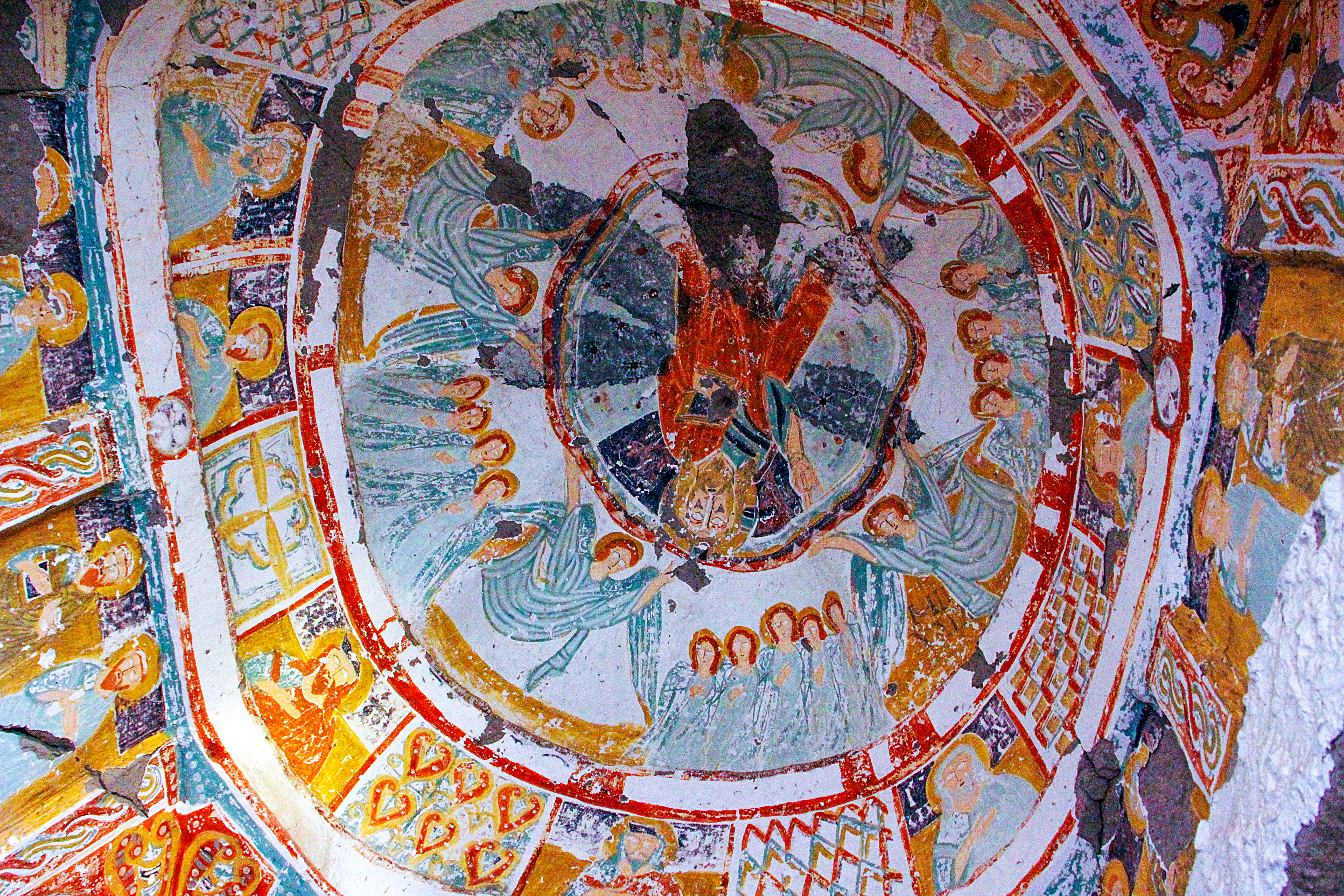
Fresque au plafond de l'église Daniel Pantonassa, vallée d'Ihlara.

Les églises de la vallée se divisent en deux groupes. Le premier se compose des églises près du village d'Ihlara, qui sont décorées de peintures de type cappadocien local et qui montrent l'influence de la Perse et de la Syrie à l'est. Ils sont pour la plupart antérieurs à l'iconoclasme, mais ont souvent été repeints dans des styles plus récents au fil du temps. Le deuxième groupe est situé près du village de Belisarma et se compose d'églises de style byzantin des Xe et XIe siècles, connues sous le nom d'art macédonien .
Le deuxième groupe comprend :
- Ağaçaltı Kilisesi (« église sous l'arbre ») : une église en forme de croix taillée dans la falaise, datant peut-être du VIIe siècle après J.-C. La représentation de l'Ascension dans sa coupole est antérieure à l'iconoclasme.
- Yılanlı Kilise (« église du serpent ») : une autre église en forme de croix avec une abside inhabituellement longue. Dans le narthex, il y a des scènes de l'Enfer datant du IXe siècle après J.-C., et en dessous se trouvent quatre pécheurs nus sous l'emprise de monstres ressemblant à des serpents - d'où l'église tire son nom moderne.
- Sümbüllü Kilise (« église de la jacinthe ») : peut-être du Xe siècle. L'église a un plan au sol en forme de T et appartient à la transition vers le style macédonien. Les peintures murales comprennent des représentations de Constantin VII avec sa femme Hélène . D'autre part, la façade extérieure montre des influences orientales.

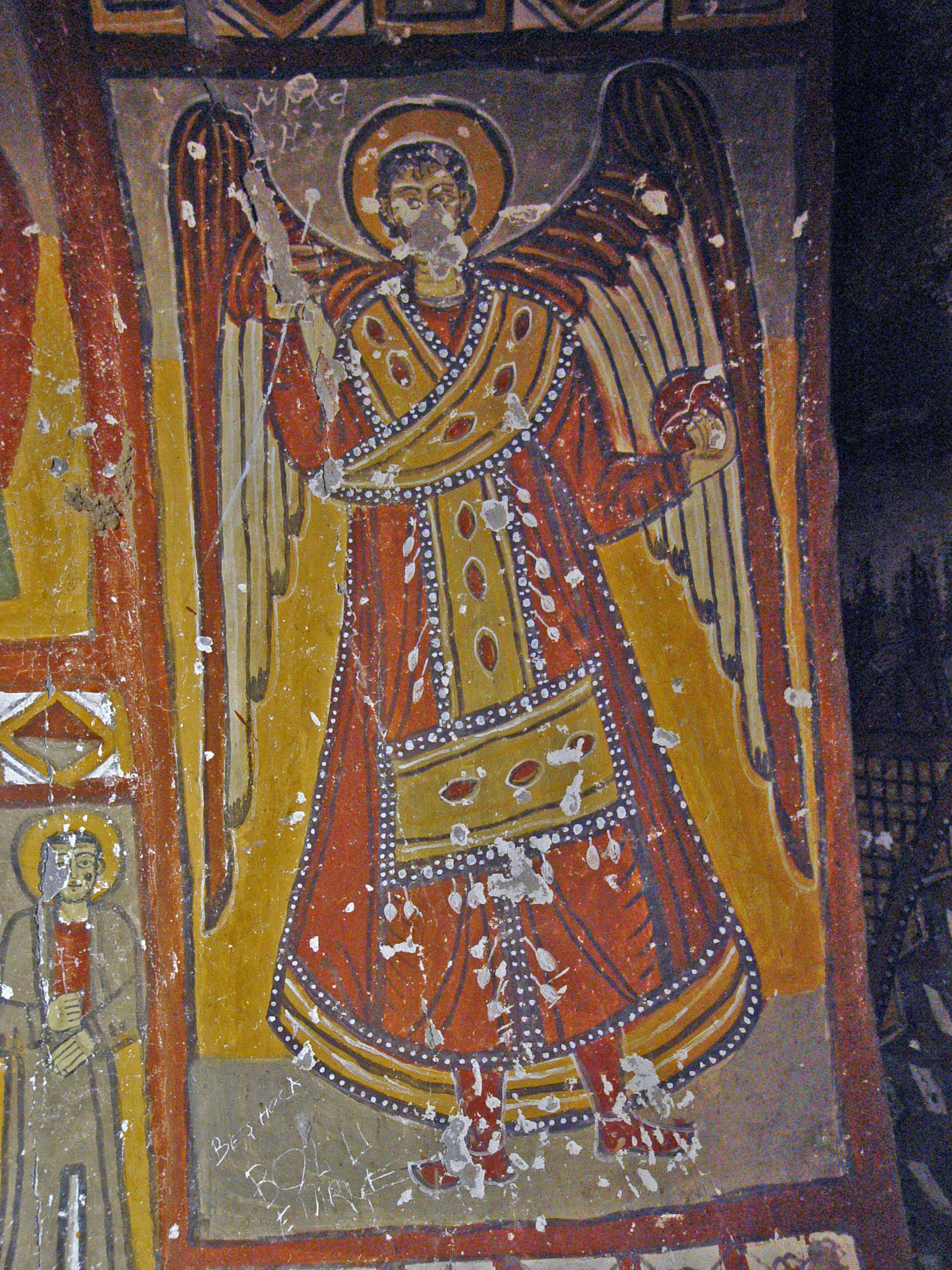
Fresque à l'intérieur de l'église Yılanlı, également connue sous le nom de l'« église du serpent ».

- Direkli Kilise (« église pilier »). L'église à nef cruciforme a été créée au Xe siècle. La coupole est soutenue par quatre hautes colonnes décorées de portraits de saints. L'une des rares inscriptions de la vallée rapporte la dédicace de l'église par l'empereur byzantin Basile II (r. 976-1025).
- Karagedik Kilisesi (« église avec le Black Gap ») : une église en forme de croix carrée à quatre piliers, qui a été construite en briques et en blocs de trachyte au XIe siècle et a été presque entièrement détruite à l'exception de quelques restes de peintures fanées.
- Kırkdamaltı Kilisesi (« église aux quarante toits », également appelée « église Saint-Georges »). Une inscription permet de dater l'église entre 1283 et 1295, ce qui en fait le dernier exemple connu d'architecture chrétienne dans la vallée d'Ihlara jusqu'à la renaissance de la construction d'églises par les Grecs de Cappadoce au XIXe siècle. Les peintures de l'église comprennent des représentations de saint Georges, une peinture du consul byzantin Basileos Giagupes, qui était également un émir et est représenté en costume seldjoukide avec sa femme Thamar, une princesse géorgienne . L'inscription susmentionnée mentionne à la fois le sultan seldjoukide Mesud II et l'empereur byzantin Andronic II Paléologue, signe qu'à cette date une sorte de coexistence pacifique entre chrétiens et musulmans était possible en Cappadoce.

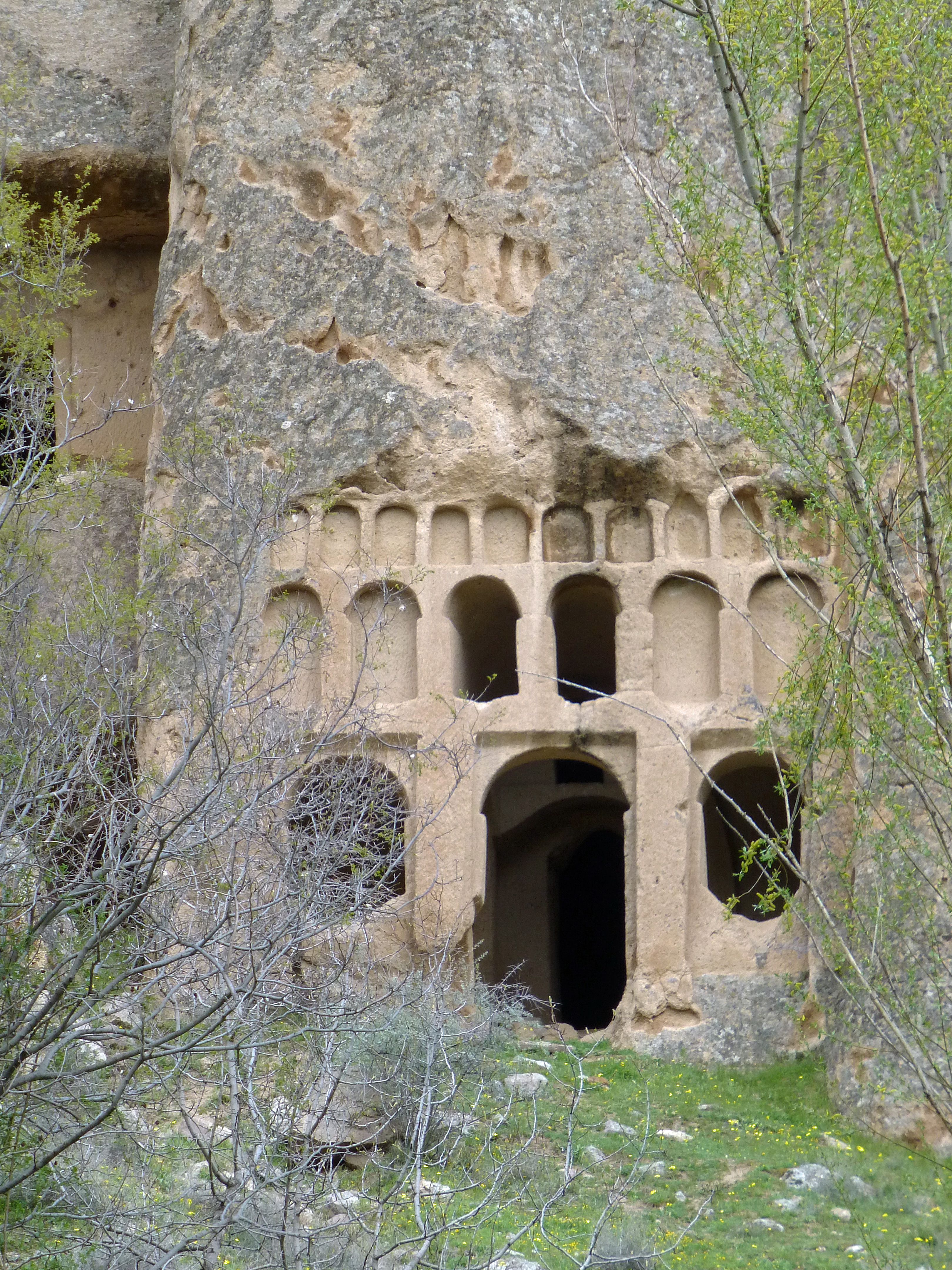
Une façade à Ihlara

Au musée archéologique de Niğde, il y a une exposition de momies d'une femme et de quatre enfants qui ont été enterrés dans la vallée d'Ihlara au Xe siècle. Le musée d'Aksaray possède également des momies de la vallée d'Ihlara.

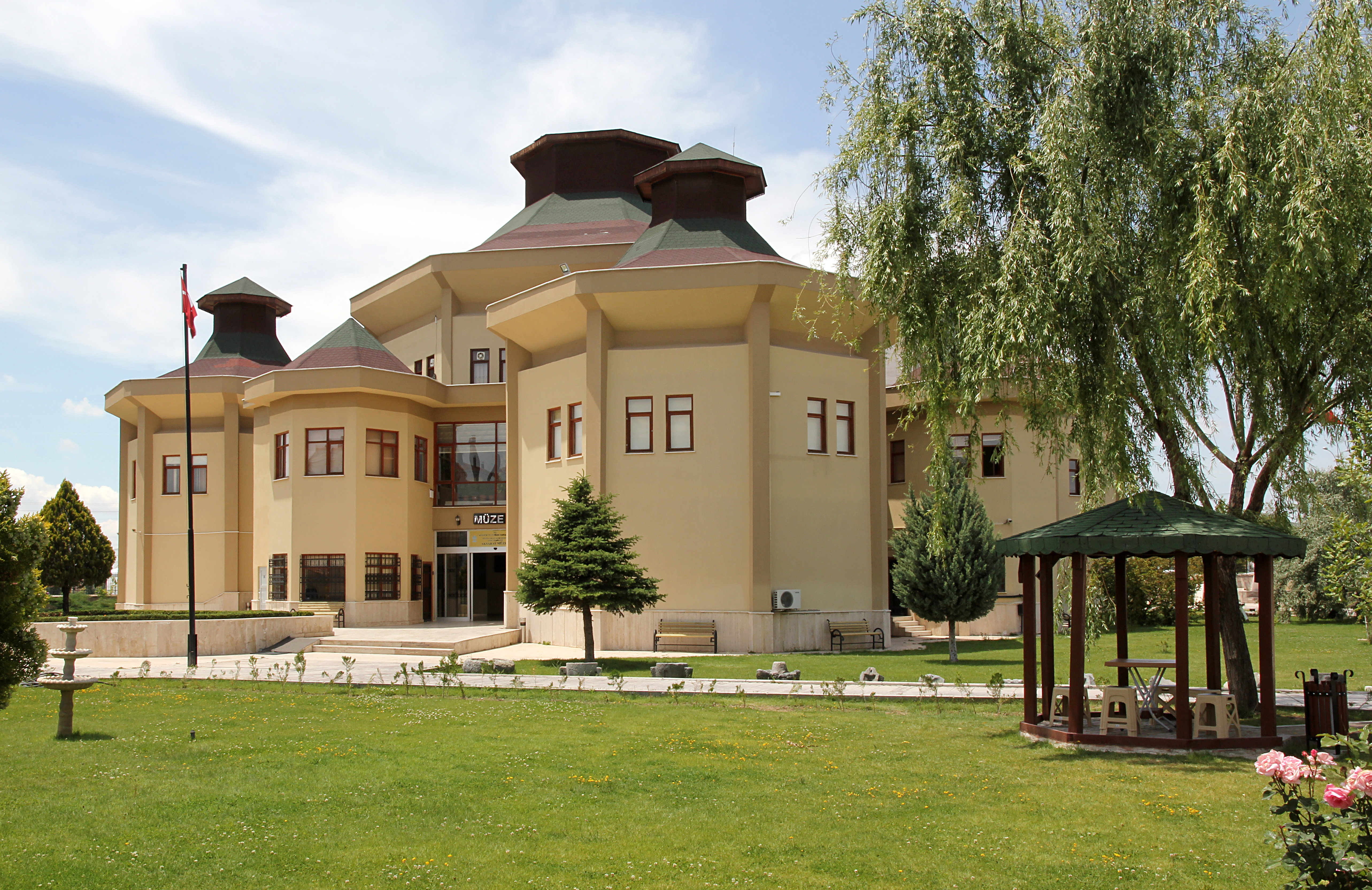
Musée d'Aksaray.

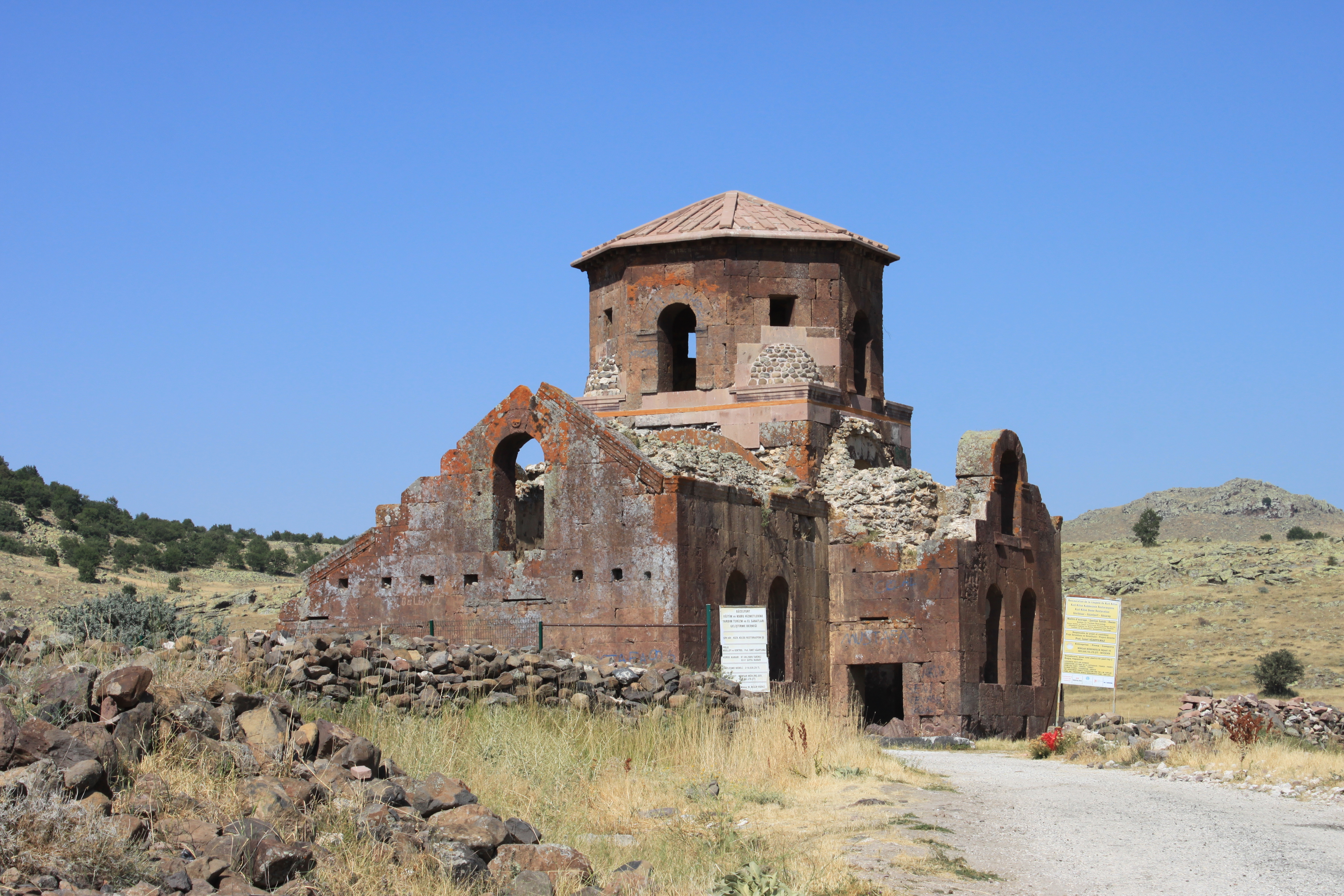
Kısıl Kilise, également connue sous le nom de l'« église rouge » à Güzelyurt.

## Voir également
- Architecture taillée dans la roche de la Cappadoce

## Liens web
- exploreturkey avec carte de la vallée
- À propos de la vallée d'Ihlara et d'Ihlara Konaklari